# Netball nos Jogos da Commonwealth de 2010
O netball nos Jogos da Commonwealth de 2010 foi realizado em Délhi, na Índia, entre 4 e 14 de outubro. Doze equipes participaram do torneio que é exclusivamente feminino. As partidas foram disputadas no Complexo Esportivo Thyagaraj.

## Medalhistas
| Evento   | Ouro | Prata | Bronze |
| Feminino | Liana Barrett-Chase Leana de Bruin Temepara George Katrina Grant Joline Henry Laura Langman Grace Rasmussen Anna Scarlett Maria Tutaia Irene van Dyk Casey Williams Daneka Wipiiti NZL Nova Zelândia | Rebecca Bulley Catherine Cox Laura Geitz Susan Fuhrmann Mo'onia Gerrard Kimberlee Green Renae Hallinan Sharelle McMahon Natalie Medhurst Lauren Nourse Susan Pratley Natalie von Bertouch AUS Austrália | Karen Atkinson Sara Bayman Eboni Beckford-Chambers Louisa Brownfield Jade Clarke Pamela Cookey Rachel Dunn Stacey Francis Tamsin Greenway Jo Harten Geva Mentor Sonia Mkoloma ENG Inglaterra |

## Resultados

### Primeira fase
|  | Equipes classificadas às semifinais           |
|  | Equipes classificadas aos jogos de consolação |

| Equipe            | J | V | E | D |
| ----------------- | - | - | - | - |
| Austrália         | 5 | 5 | 0 | 0 |
| Jamaica           | 5 | 4 | 0 | 1 |
| Malawi            | 5 | 3 | 0 | 2 |
| Trinidad e Tobago | 5 | 2 | 0 | 3 |
| Samoa             | 5 | 1 | 0 | 4 |
| Índia             | 5 | 0 | 0 | 5 |

| Horário       | Jogo        | Jogo                    | Jogo        |
| ------------- | ----------- | ----------------------- | ----------- |
| 4 de outubro  |             |                         |             |
| 9:30          | Austrália   | 76–39[ligação inativa]  | Samoa       |
| 17:00         | Jamaica     | 75–36[ligação inativa]  | T. e Tobago |
| 5 de outubro  |             |                         |             |
| 11:30         | Jamaica     | 71–48[ligação inativa]  | Malawi      |
| 17:00         | Austrália   | 113–18[ligação inativa] | Índia       |
| 6 de outubro  |             |                         |             |
| 11:30         | Malawi      | 82–26[ligação inativa]  | Índia       |
| 15:00         | Samoa       | 51–52[ligação inativa]  | T. e Tobago |
| 7 de outubro  |             |                         |             |
| 11:30         | T. e Tobago | 77–26[ligação inativa]  | Índia       |
| 15:00         | Austrália   | 60–46[ligação inativa]  | Jamaica     |
| 8 de outubro  |             |                         |             |
| 9:30          | Samoa       | 46–70[ligação inativa]  | Jamaica     |
| 15:00         | Malawi      | 35–74[ligação inativa]  | Austrália   |
| 9 de outubro  |             |                         |             |
| 11:30         | T. e Tobago | 50–61[ligação inativa]  | Malawi      |
| 17:00         | Índia       | 26–69[ligação inativa]  | Samoa       |
| 10 de outubro |             |                         |             |
| 11:00         | Jamaica     | 100–27[ligação inativa] | Índia       |
| 16:00         | Malawi      | 67–41[ligação inativa]  | Samoa       |
| 21:00         | Austrália   | 62–34[ligação inativa]  | T. e Tobago |

| Equipe           | J | V | E | D |
| ---------------- | - | - | - | - |
| Nova Zelândia    | 5 | 4 | 1 | 0 |
| Inglaterra       | 5 | 4 | 1 | 0 |
| África do Sul    | 5 | 3 | 0 | 2 |
| Barbados         | 5 | 2 | 0 | 3 |
| Ilhas Cook       | 5 | 1 | 0 | 4 |
| Papua-Nova Guiné | 5 | 0 | 0 | 5 |

| Horário       | Jogo           | Jogo                    | Jogo           |
| ------------- | -------------- | ----------------------- | -------------- |
| 4 de outubro  |                |                         |                |
| 11:30         | Papua-N. Guiné | 21–102[ligação inativa] | Nova Zelândia  |
| 15:00         | Inglaterra     | 81–20[ligação inativa]  | Barbados       |
| 5 de outubro  |                |                         |                |
| 9:30          | África do Sul  | 36–54[ligação inativa]  | Inglaterra     |
| 15:00         | Nova Zelândia  | 87–24[ligação inativa]  | Ilhas Cook     |
| 6 de outubro  |                |                         |                |
| 9:30          | Ilhas Cook     | 46–60[ligação inativa]  | Barbados       |
| 17:00         | Papua-N. Guiné | 46–60[ligação inativa]  | África do Sul  |
| 7 de outubro  |                |                         |                |
| 9:30          | Nova Zelândia  | 47–41[ligação inativa]  | Inglaterra     |
| 17:00         | Barbados       | 61–55[ligação inativa]  | Papua-N. Guiné |
| 8 de outubro  |                |                         |                |
| 11:30         | África do Sul  | 29–70[ligação inativa]  | Nova Zelândia  |
| 17:00         | Inglaterra     | 81–33[ligação inativa]  | Papua-N. Guiné |
| 9 de outubro  |                |                         |                |
| 9:00          | Barbados       | 43–59[ligação inativa]  | África do Sul  |
| 15:00         | Ilhas Cook     | 60–58[ligação inativa]  | Papua-N. Guiné |
| 10 de outubro |                |                         |                |
| 09:00         | Inglaterra     | 89–31[ligação inativa]  | Papua-N. Guiné |
| 14:00         | Nova Zelândia  | 97–22[ligação inativa]  | Barbados       |
| 19:00         | África do Sul  | 73–40[ligação inativa]  | Ilhas Cook     |

### Finais
| Horário                                | Jogo           | Jogo                   | Jogo        |
| -------------------------------------- | -------------- | ---------------------- | ----------- |
| Disputa pelo 5º lugar - 11 de outubro  |                |                        |             |
| 9:30                                   | África do Sul  | 47–59[ligação inativa] | Malawi      |
| Disputa pelo 7º lugar - 11 de outubro  |                |                        |             |
| 11:30                                  | Barbados       | 60–59[ligação inativa] | T. e Tobago |
| Disputa pelo 9º lugar - 11 de outubro  |                |                        |             |
| 15:00                                  | Ilhas Cook     | 43–68[ligação inativa] | Samoa       |
| Disputa pelo 11º lugar - 11 de outubro |                |                        |             |
| 17:00                                  | Papua-N. Guiné | 78–41[ligação inativa] | Índia       |

| Horário                             | Jogo          | Jogo                   | Jogo          |
| ----------------------------------- | ------------- | ---------------------- | ------------- |
| Semifinais - 12 de outubro          |               |                        |               |
| 13:00                               | Austrália     | 51–45[ligação inativa] | Inglaterra    |
| 15:00                               | Nova Zelândia | 59–43[ligação inativa] | Jamaica       |
| Disputa pelo bronze - 14 de outubro |               |                        |               |
| 11:30                               | Inglaterra    | 70–47[ligação inativa] | Jamaica       |
| Final - 14 de outubro               |               |                        |               |
| 13:30                               | Austrália     | 64–66[ligação inativa] | Nova Zelândia |

## Classificação final
| Pos. | Equipe                |
| ---- | --------------------- |
|      | NZL Nova Zelândia     |
|      | AUS Austrália         |
|      | ENG Inglaterra        |
| 4    | JAM Jamaica           |
| 5    | MAW Malaui            |
| 6    | RSA África do Sul     |
| 7    | BAR Barbados          |
| 8    | TRI Trinidad e Tobago |
| 9    | SAM Samoa             |
| 10   | COK Ilhas Cook        |
| 11   | PNG Papua-Nova Guiné  |
| 12   | IND Índia             |

## Quadro de medalhas
| Ordem | País          | Medalha de ouro | Medalha de prata | Medalha de bronze | Total |
| ----- | ------------- | --------------- | ---------------- | ----------------- | ----- |
| 1     | Nova Zelândia | 1               |                  |                   | 1     |
| 2     | Austrália     |                 | 1                |                   | 1     |
| 3     | Inglaterra    |                 |                  | 1                 | 1     |
| TOTAL | TOTAL         | 1               | 1                | 1                 | 3     |